# Diamond Light Source

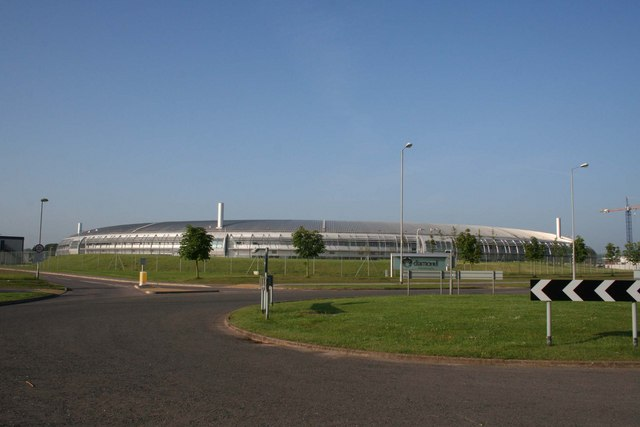
Diamond Light Source (2008)

Die Diamond Light Source ist eine Synchrotronstrahlungsquelle in Didcot, Oxfordshire, England. Die Anlage liegt damit nahe an dem Forschungsstandort Harwell. Der Speicherring hat einen Umfang von 560 Metern und beschleunigt Elektronen auf eine Energie von 3 GeV. Diamond ist auf die Erzeugung elektromagnetischer Strahlung mit Photonenenergien um 10 keV optimiert, generiert aber nicht nur Röntgenstrahlung, sondern auch Licht längerer Wellenlängen bis zum Infrarot-Bereich. Der Betrieb wurde Anfang Februar 2007 aufgenommen.
Die Bau- und Betreibergesellschaft Diamond Light Source Ltd gehört zu 86 % dem britischen Staat und zu 14 % der Stiftung Wellcome Trust.
Direktor (CEO) von Diamond Light Source ist seit 1. Januar 2014 der Chemiker Andrew Harrison. Er ist damit Nachfolger des deutschen Physikers Gerhard Materlik, der Diamond von der Gründung 2001 bis zum Jahr 2013 geleitet hatte.